# Potere e bellezza
Potere e bellezza è una serie di 8 documentari televisivi di approfondimento storico, condotti soprattutto dallo storico spagnolo Igor Santos Salazar e dallo storico dell'arte Paolo Cova, o - a seconda della dinastia cui è dedicata ciascuna puntata - da Tomaso Montanari, Walter Barberis, Fulvio Delle Donne, Marco Bellabarba, Antonio Ernesto Denunzio, Federico Barbierato, Francesco Paolo Tocci, Renata De Lorenzo. Potere e Bellezza è di Mario Paloschi, scritto da Andrea Cedrola, per la regia di Emanuela Flangini, ed è una coproduzione Rai Storia e Ballandi Arts.
Con Viaggio nella bellezza e Signorie, rientra nella "serie di programmi, documentari e prodotti multimediali per la promozione e valorizzazione del patrimonio culturale e artistico italiano" Italia: Viaggio nella bellezza.

## Puntate
| N. | Titolo                   | Esperto della dinastia   |
| -- | ------------------------ | ------------------------ |
| 1. | I Borbone                | Renata De Lorenzo        |
| 2. | I Savoia                 | Walter Barberis          |
| 3. | Gli Altavilla            | Fulvio Delle Donne       |
| 4. | Gli Asburgo-Lorena       | Marco Bellabarba         |
| 5. | I Farnese                | Antonio Ernesto Denunzio |
| 6. | Angioini e Aragonesi     | Francesco Paolo Tocci    |
| 7. | Lo Stato Pontificio      | Tomaso Montanari         |
| 8. | La Repubblica di Venezia | Federico Barbierato      |